# An Chol-hyok (Fußballspieler)
An Chol-hyok (* 27. Juni 1985 oder 1987 in Kanggye-shi) ist ein ehemaliger nordkoreanischer Fußballspieler.

## Karriere
An trat international als Spieler der Rimyongsu SG in Erscheinung.
Er gehörte ab 2005 zum Kreis der nordkoreanischen Nationalspieler und kam zu einem Einsatz während der Qualifikation zur WM 2006. Ende 2005 erreichte er mit dem Nationalteam in Thailand das Finale des King’s Cup, 2007 spielte er dort erneut. Ebenfalls 2005 belegte er mit der Landesauswahl den dritten Rang bei der Ostasienmeisterschaft, drei Jahre später reichte es nur zum vierten und letzten Platz im Finalturnier. 2010 verfehlte man wegen des schlechteren Torverhältnisses gegenüber Hongkong die dritte Finalteilnahme in Folge. 2007 stand er mehrfach für die nordkoreanische U-23-Auswahl in der Qualifikation für die Olympischen Spiele 2008 auf dem Platz, scheiterte mit dem Team aber in der letzten Qualifikationsrunde.
In der erfolgreichen Qualifikation für die Weltmeisterschaft 2010 fungierte An als Ergänzungsspieler und kam in drei Partien zum Einsatz. Auch bei der WM-Endrunde in Südafrika gehörte An zum nordkoreanischen Aufgebot, blieb beim Vorrundenaus aber ohne Einsatz. Bei seinem letzten Turnier, der Asienmeisterschaft 2011 in Katar, kam er zu einem Vorrundeneinsatz gegen die Mannschaft der Vereinigten Arabischen Emirate.